# Casa al carrer de Sant Joan, 8 (Santa Coloma de Gramenet)
La Casa al carrer de Sant Joan, 8 és una obra de Santa Coloma de Gramenet (Barcelonès) protegida com a Bé Cultural d'Interès Local.

## Descripció
Es tracta d'un habitatge unifamiliar entre mitgeres de planta baixa i dos plantes pis amb semisoterrani i pati posterior. La façana, d'estil noucentista, presenta una composició clàssica i pràcticament simètrica amb dos eixos verticals. A la planta pis hi ha dues portes balconeres amb guardapols que donen accés a un balcó corregut. Al segon pis hi ha dobles finestres amb arc de punt rodó. Les baranes dels balcons i finestres són de ferro forjat. La coberta és de teula àrab a doble vessant amb el carener paral·lel a la façana i té un ràfec sostingut per permòdols de fusta.